# Kaze wa Fuiteiru
Singles de AKB48
Flying Get
(2011) Ue kara Mariko
(2011)
Kaze wa Fuiteiru (風は吹いている) est le 23e single du groupe de J-pop AKB48.

## Présentation
Le single sort le 26 octobre 2011 au Japon, écrit ("face A") et produit par Yasushi Akimoto. Il sort en cinq versions différentes : deux éditions régulières CD+DVD notées "type A" et "B", deux éditions limitées CD+DVD aussi notées "type A" et "B", et une édition limitée CD seul vendu uniquement lors de représentations du groupe.
Il se vend à 1 045 937 exemplaires le jour de sa sortie, battant le précédent record de vente établi par le précédent single du groupe, Flying Get. Le groupe devient donc non seulement le premier groupe ou artiste à vendre plus d'un million de copies d'un single le premier jour, mais aussi le premier à l'avoir fait deux fois de suite. C'est le cinquième single du groupe à se vendre à plus d'un million d'exemplaires en tout, et le quatrième d'affilée.

## Liste des titres
CD
Toutes les paroles sont écrites par Yasushi Akimoto.
| Type A    | Type A                                                               | Type A           | Type A | Type A | Type A | Type A | Type A | Type A | Type A |
| No        | Titre                                                                | Musique          | Durée  |        |        |        |        |        |        |
| --------- | -------------------------------------------------------------------- | ---------------- | ------ | ------ | ------ | ------ | ------ | ------ | ------ |
| 1.        | Kaze wa Fuiteiru (風は吹いている)                                    | Mineaki Kawahara |        |        |        |        |        |        |        |
| 2.        | Kimi no Senaka (par Undergirls) (君の背中)                           | Yūsuke Itagaki   |        |        |        |        |        |        |        |
| 3.        | Vamos (par Undergirls Baragumi)                                      | Akio Hayakawa    |        |        |        |        |        |        |        |
| 4.        | Kaze wa Fuiteiru (off vocal ver.) (風は吹いている（off vocal ver.）) | Mineaki Kawahara |        |        |        |        |        |        |        |
| 5.        | Kimi no Senaka (off vocal ver.) (君の背中（off vocal ver.）)         | Yūsuke Itagaki   |        |        |        |        |        |        |        |
| 6.        | Vamos（off vocal ver.）                                              | Akio Hayakawa    |        |        |        |        |        |        |        |
| 24 min 45 |                                                                      |                  |        |        |        |        |        |        |        |

Toutes les paroles sont écrites par Yasushi Akimoto.
| Type B    | Type B                                                               | Type B           | Type B | Type B | Type B | Type B | Type B | Type B | Type B |
| No        | Titre                                                                | Musique          | Durée  |        |        |        |        |        |        |
| --------- | -------------------------------------------------------------------- | ---------------- | ------ | ------ | ------ | ------ | ------ | ------ | ------ |
| 1.        | Kaze wa Fuiteiru (風は吹いている)                                    | Mineaki Kawahara |        |        |        |        |        |        |        |
| 2.        | Kimi no Senaka (par Undergirls) (君の背中)                           | Yūsuke Itagaki   |        |        |        |        |        |        |        |
| 3.        | Gondola Lift (par Undergirls Yurigumi) (ゴンドラリフト)              | Shintarō Ito     |        |        |        |        |        |        |        |
| 4.        | Kaze wa Fuiteiru (off vocal ver.) (風は吹いている（off vocal ver.）) | Mineaki Kawahara |        |        |        |        |        |        |        |
| 5.        | Kimi no Senaka (off vocal ver.) (君の背中（off vocal ver.）)         | Yūsuke Itagaki   |        |        |        |        |        |        |        |
| 6.        | Gondola Lift (off vocal ver.) (ゴンドラリフト（off vocal ver.）)     | Shintarō Ito     |        |        |        |        |        |        |        |
| 25 min 50 |                                                                      |                  |        |        |        |        |        |        |        |

Toutes les paroles sont écrites par Yasushi Akimoto.
| 1. | Kaze wa Fuiteiru (風は吹いている)                                    | Mineaki Kawahara |  |
| 2. | Kimi no Senaka (par Undergirls) (君の背中)                           | Yūsuke Itagaki   |  |
| 3. | Tsubomitachi (par Team 4 + Kenkyūsei) (蕾たち)                       | Shintarō Ito     |  |
| 4. | Kaze wa Fuiteiru (off vocal ver.) (風は吹いている（off vocal ver.）) | Mineaki Kawahara |  |
| 5. | Kimi no Senaka (off vocal ver.) (君の背中（off vocal ver.）)         | Yūsuke Itagaki   |  |
| 6. | Tsubomitachi (off vocal ver.) (蕾たち（off vocal ver.）)             | Shintarō Ito     |  |

DVD Type-A
1. Kaze wa Fuiteiru Music Video (風は吹いている) (clip)
2. Kimi no Senaka Music Video (君の背中) (clip)
3. Vamos (clip)
4. Kaze wa Fuiteiru Music Video (DANCE! DANCE! DANCE! ver.) (風は吹いている…) (clip)
5. Bonus Movie: AKB48 Short Comedy "Detective Pheromone" Part (特典映像　AKB48コント　「フェロモン刑事」編)

DVD Type-B
1. Kaze wa Fuiteiru Music Video (風は吹いている) (clip)
2. Kimi no Senaka Music Video (君の背中) (clip)
3. Gondola Lift Music Video (ゴンドラリフト) (clip)
4. Kaze wa Fuiteiru Music Video (Dance! Dance! Dance! ver.) (風は吹いている DANCE! DANCE! DANCE! ver.) (clip)
5. Bonus Movie: AKB48 Short Comedy "Taxi" Part (特典映像　AKB48コント　「タクシー」編)

## Interprètes
Kaze wa Fuiteiru
- Team A: Haruna Kojima, Rino Sashihara, Mariko Shinoda, Aki Takajō, Minami Takahashi, Atsuko Maeda
- Team K: Tomomi Itano, Yūko Ōshima, Minami Minegishi, Sae Miyazawa, Yui Yokoyama
- Team B: Tomomi Kasai, Yuki Kashiwagi, Rie Kitahara, Mayu Watanabe
- SKE48 Team S: Jurina Matsui, Rena Matsui
- NMB48 Team N: Sayaka Yamamoto

Kimi no Senaka (Undergirls)
- Team A: Misaki Iwasa, Aika Ōta, Haruka Nakagawa, Ami Maeda
- Team K: Ayaka Kikuchi, Reina Fujie
- Team B: Haruka Ishida, Mika Komori, Sumire Satō, Miho Miyazaki
- Team 4: Maria Abe, Miori Ichikawa, Anna Iriyama, Haruka Shimazaki, Suzuran Yamauchi
- Kenkyūsei: Rena Katō
- SKE48 Team KII: Akane Takayanagi
- SKE48 Team E: Kanon Kimoto
- NMB48 Kenkyūsei: Eriko Jō

Vamos (Undergirls Baragumi)
- Team A: Shizuka Ōya, Chisato Nakata, Sayaka Nakaya, Natsumi Matsubara
- Team K: Mayumi Uchida, Miku Tanabe, Tomomi Nakatsuka, Misato Nonaka, Rumi Yonezawa
- Team B: Kana Kobayashi, Shihori Suzuki, Mariya Suzuki, Rina Chikano, Natsumi Hirajima
- Team 4: Haruka Shimada, Miyu Takeuchi, Shiori Nakamata, Mariya Nagao

Gondola Lift (Undergirls Yurigumi)
- Team A: Haruka Katayama, Asuka Kuramochi
- Team K: Sayaka Akimoto, Ayaka Umeda, Moeno Nitō, Sakiko Matsui
- Team B: Amina Satō, Natsuki Satō, Yuka Masuda
- Team 4: Mariko Nakamura

Tsubomitachi (Team4+Kenkyūsei)
- Team 4: Maria Abe, Miori Ichikawa, Anna Iriyama, Haruka Shimazaki, Haruka Shimada, Miyu Takeuchi, *Shiori Nakamata, Mariko Nakamura, Mariya Nagao, Suzuran Yamauchi
- Kenkyūsei: Rina Izuta, Karen Iwata, Miyu Ōmori, Rena Katō, Rina Kawaei, Natsuki Kojima, Marina Kobayashi, Erena Saeed Yokota, Yukari Sasaki, Rika Suzuki, Juri Takahashi, Yūka Tadano, Wakana Natori, Rina Hirata, Nana Fujita, Tomu Mutō, Ayaka Morikawa